# Referendo constitucional no Níger em 2009
O referendo constitucional nigerino de 2009 foi realizado em 4 de agosto. Um nova constituição podia ou não ser aprovada pela população, o que poderia permitir ao presidente do país, Mamadou Tandja, se reeleger mais uma vez para ficar no cargo até 2012 e depois se candidatar de forma ilimitada.

## O pleito e resultados
Seis milhões de eleitores estavam convocados a comparecer às urnas para se pronunciar sobre a adoção da nova Constituição. Foi aprovada uma Constituição que permite ao presidente Mamadou Tandja se reeleger de forma ilimitada, segundo resultados oficiais anunciados. O "sim" ganhou com 92,50% dos votos e a participação na consulta foi de 68,26%, segundo a comissão eleitoral. A oposição, que multiplicou as manifestações e denunciou um "golpe de Estado" do presidente, pediu para que o povo boicotasse o referendo. A comunidade internacional pediu em vão que Tandja renunciasse a esta consulta. A nova constituição foi promulgada em 18 de agosto de 2009. 